# André Bucher (Bildhauer)

André Bucher auf einer Bildcollage

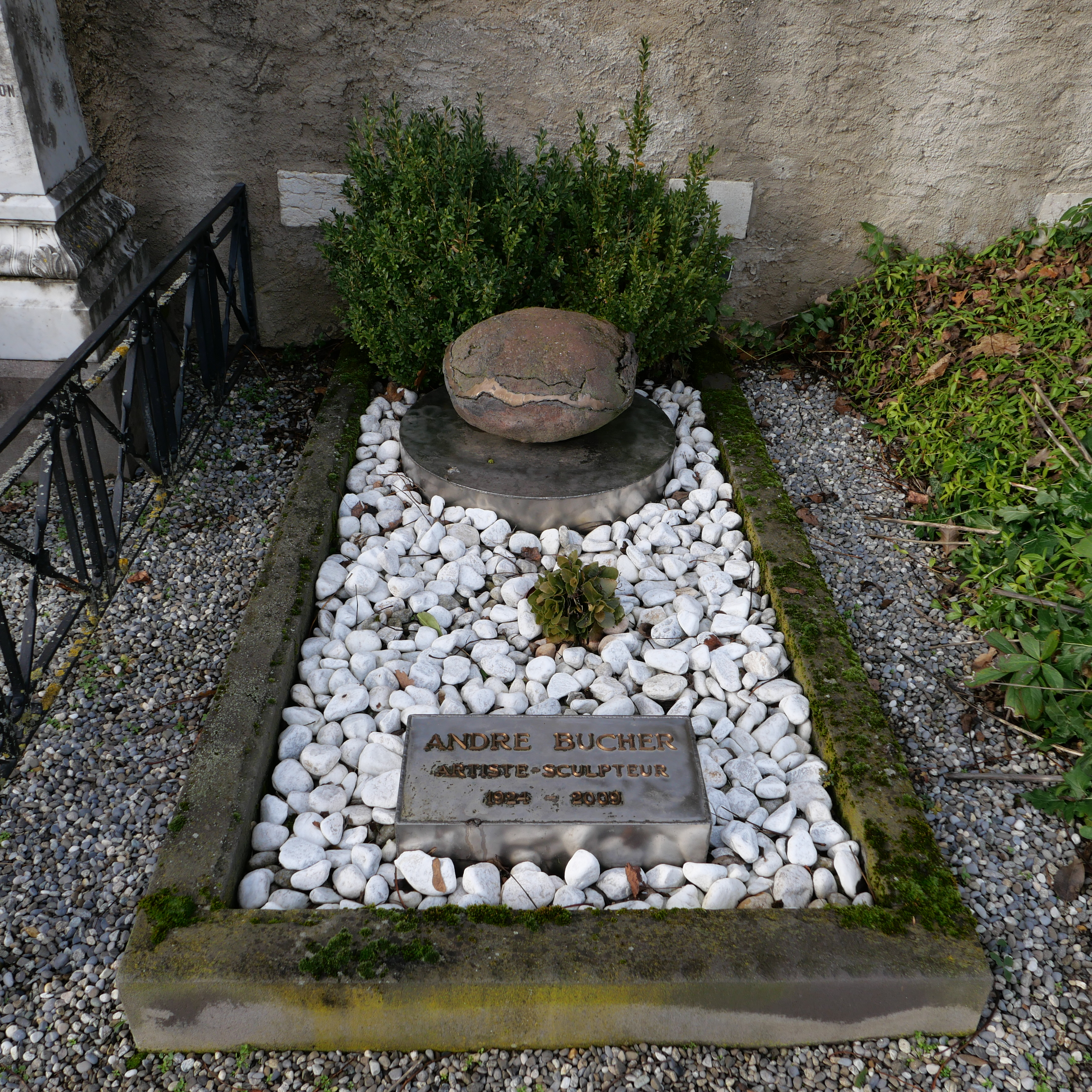
Buchers Grab auf dem Alten Friedhof von Cologny im Kanton Genf

André E. Bucher (* 7. März 1924 in Inhambane, Mosambik; † 6. Juni 2009 in Genf, heimatberechtigt in Kerns) war ein Schweizer Künstler und Bildhauer. Sein Werk umfasst Malerei, Zeichnungen, Illustrationen, Holzschnitte, Collagen, Book Art, Skulpturen, Fotografie, Tapisserie, Objektkunst und Kunst am Bau.

## Leben und Werk
André Bucher hielt sich in seiner frühesten Jugend in den Ateliers von Marino Marini, Marianne von Werefkin, Andreas Jawlensky, August Macke, Margherita Osswald und Walter Helbig auf. Später besuchte er die Kunstgewerbeschule Zürich und studierte eine Zeit lang an der Grande Chaumière bei Ossip Zadkine. Weitere Studienorte waren London, Berlin und Rom. Ab 1967 war Bucher nur noch als Bildhauer tätig.
Seine Werke stellte er in zahlreichen Einzel- und Gruppenausstellungen aus. Bucher schuf ab 1976 Kunstwerke, die flüssige Lava enthielten. Zu diesem Zweck bestieg er selbst Vulkane, um die von ihm vorbereiteten Werke direkt vor Ort mit Lava weiterverarbeiten zu können.
Bekannt ist auch seine Skulptur «Die Gerechtigkeit», die im deutschen Bundesverfassungsgericht in Karlsruhe, dem Baumgarten-Bau, steht. Eine Abbildung dieser Skulptur wurde 2001 auf einer Gedenkbriefmarke «50 Jahre Bundesverfassungsgericht» abgedruckt.

## Galerie

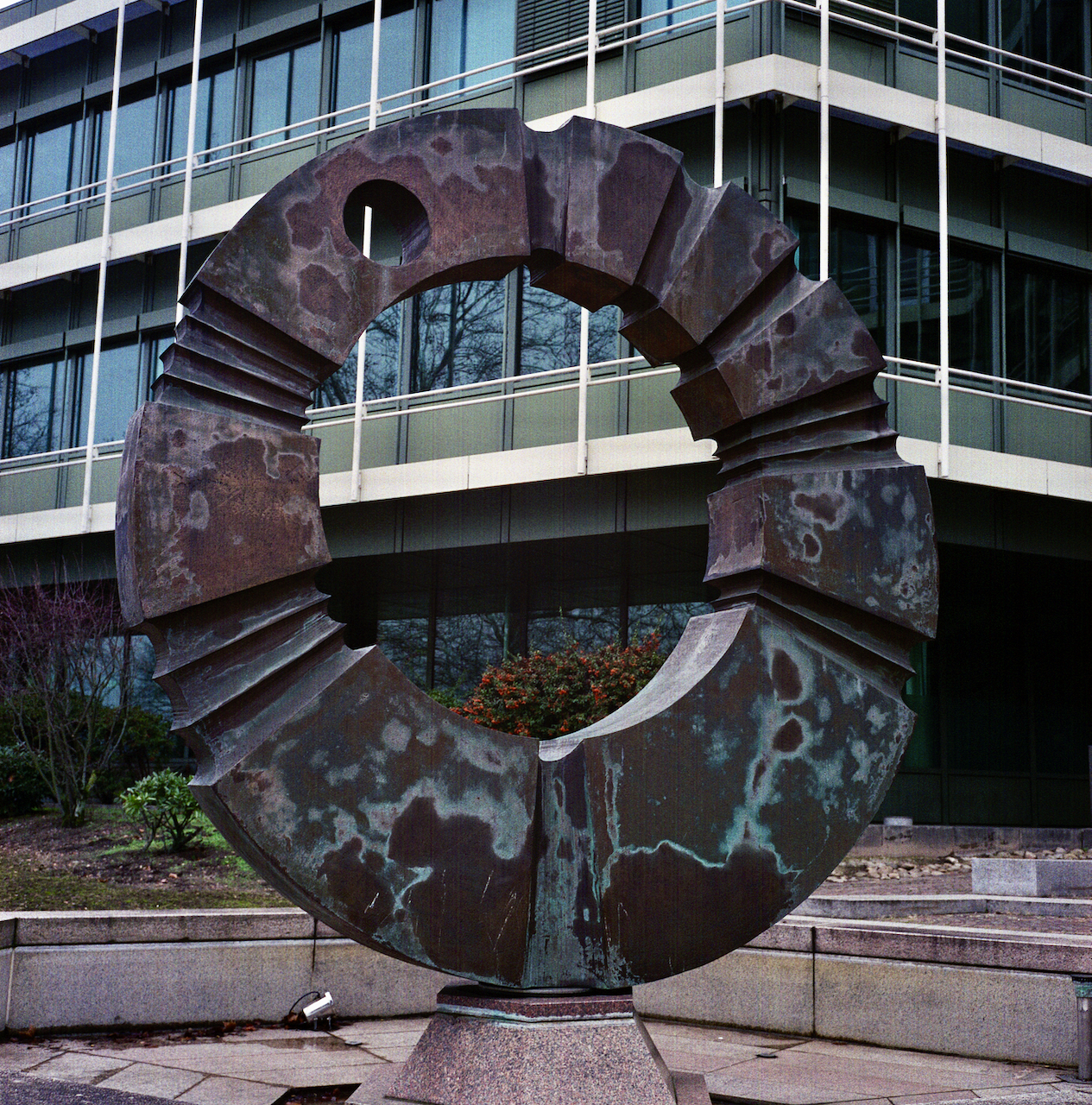
«Lebensrad» von 1985 in Karlsruhe
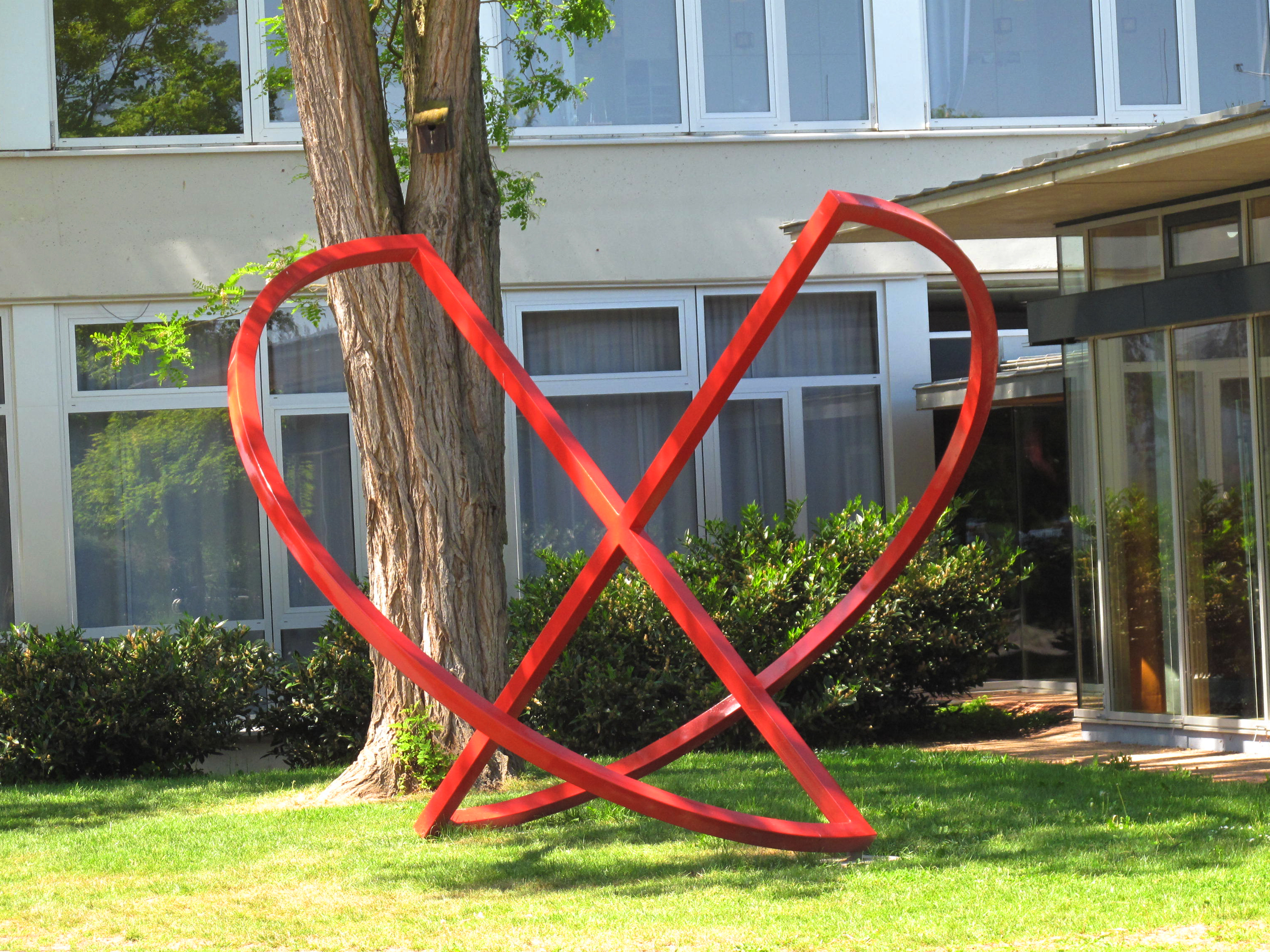
«Gegenüberstellung» von 1985 auf dem Kirchheimer Kunstweg in Kirchheim unter Teck
Bucher 2012 mit seiner Skulptur «Tensions»
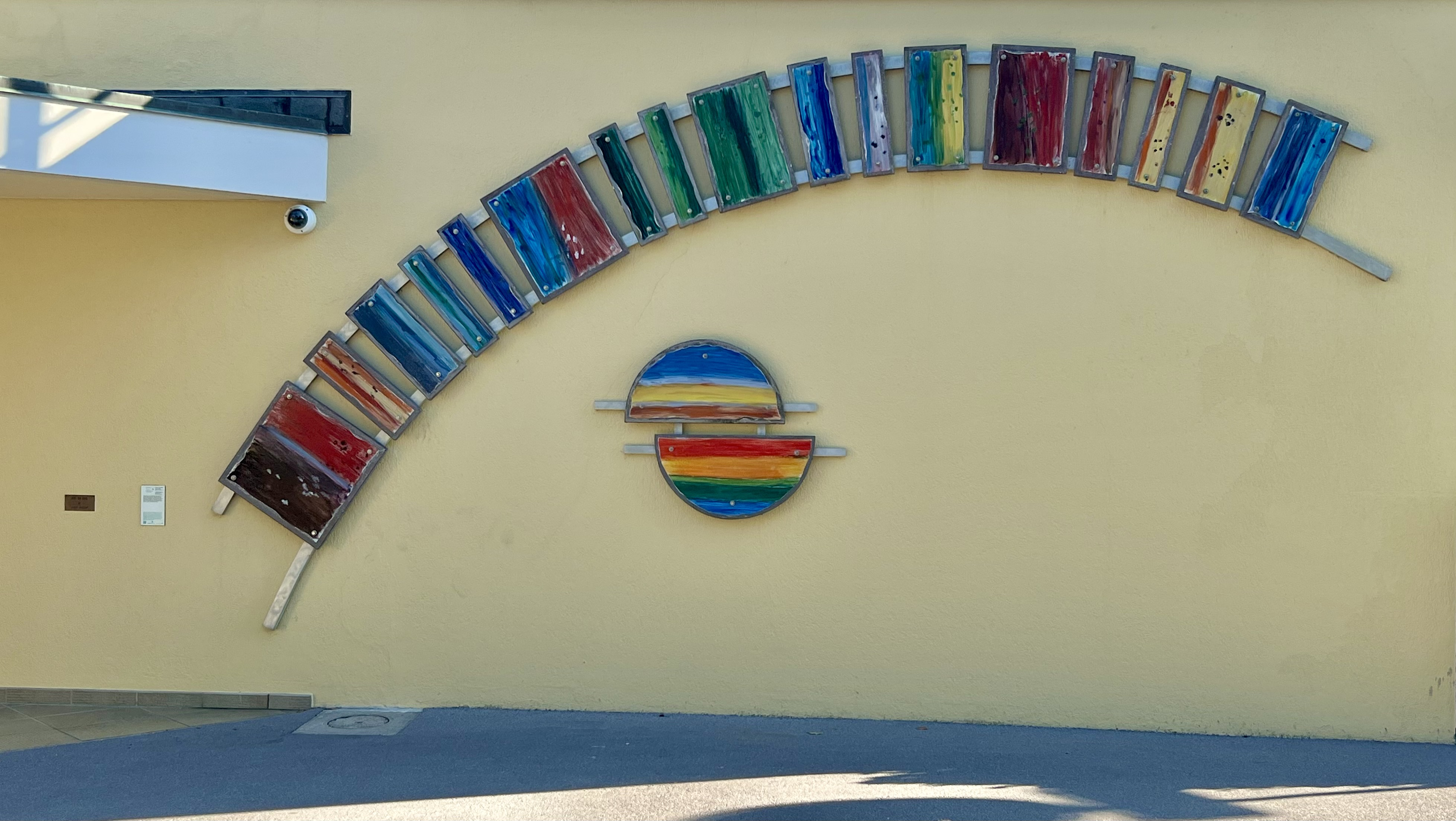
«Arc en Ciel» in Pregny-Chambésy
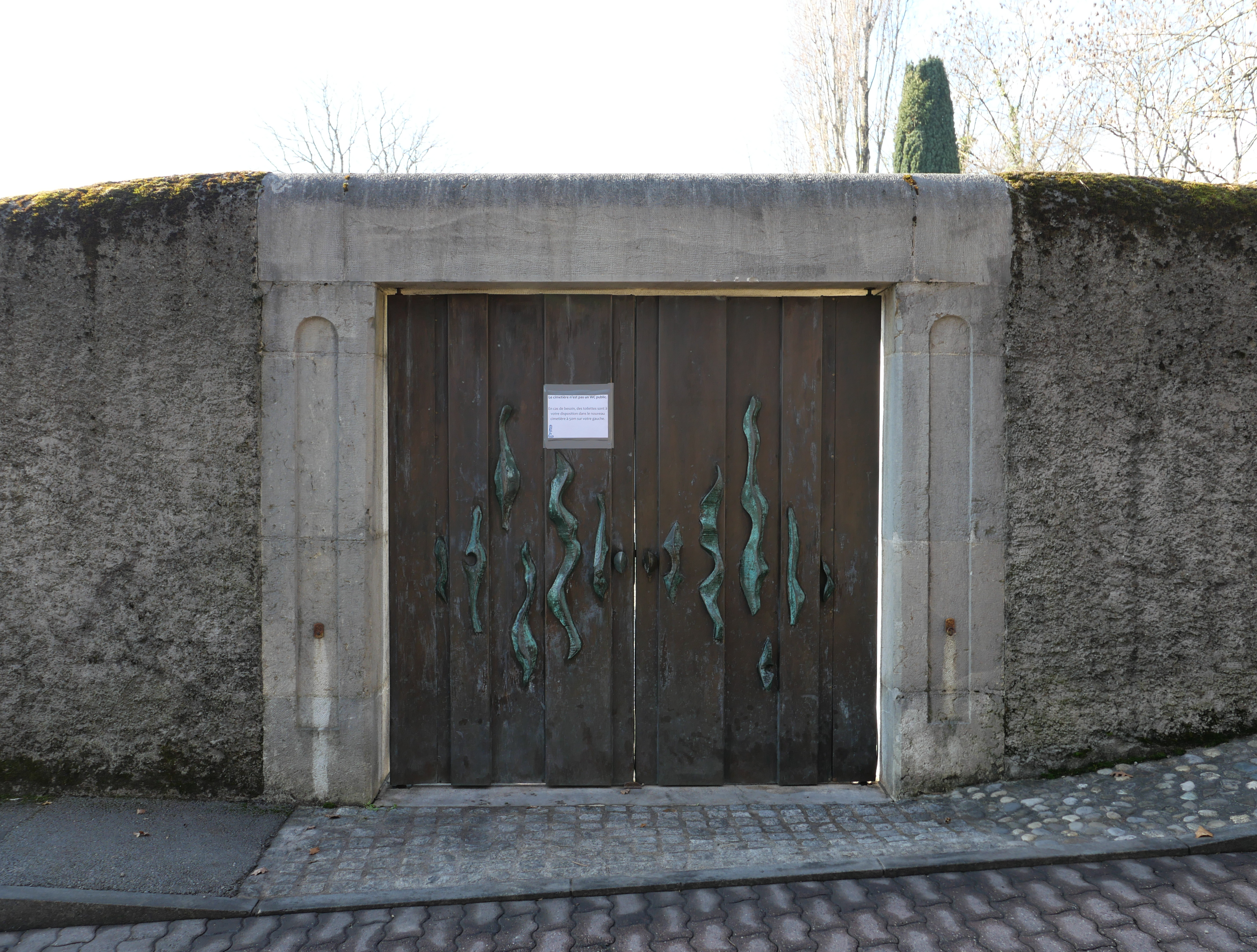
«flammes éternelles» von 1973 am Eingang zum Alten Friedhof von Cologny, wo Bucher begraben ist

## Fussnoten
1. ↑  André Bucher. In: Schweizer Kunst, Bd. 1978, Heft 2, S. 11 (archiviert in E-Periodica der ETH Zürich), abgerufen am 15. August 2022.
2. ↑  Archivierte Kopie (Memento vom 29. Mai 2009 im Internet Archive)
3. ↑  André Bucher

| Personendaten    | Personendaten                    |
| ---------------- | -------------------------------- |
| NAME             | Bucher, André                    |
| ALTERNATIVNAMEN  | Bucher, André E.                 |
| KURZBESCHREIBUNG | Schweizer Künstler und Bildhauer |
| GEBURTSDATUM     | 7. März 1924                     |
| GEBURTSORT       | Inhambane, Mosambik              |
| STERBEDATUM      | 6. Juni 2009                     |
| STERBEORT        | Genf                             |